# مارکوس برزنسکا
مارکوس برزنسکا (انگلیسی: Markus Brzenska؛ زادهٔ ۲۵ مهٔ ۱۹۸۴) بازیکن فوتبال اهل لهستان است.
از باشگاه‌هایی که در آن بازی کرده‌است می‌توان به باشگاه فوتبال انرژی کوتبوس، باشگاه فوتبال دویسبورگ، و باشگاه فوتبال بروسیا دورتموند اشاره کرد.
وی همچنین در تیم ملی فوتبال زیر ۲۱ سال آلمان بازی کرده‌است.